# Янув (гміна Тарлув)
Янув (пол. Janów) — село в Польщі, у гміні Тарлув Опатовського повіту Свентокшиського воєводства.
Населення — 129 осіб (2011).
У 1975-1998 роках село належало до Тарнобжезького воєводства.

## Демографія
Демографічна структура на день 31 березня 2011 року:
|          | Загалом | Допрацездатний вік | Працездатний вік | Постпрацездатний вік |
| -------- | ------- | ------------------ | ---------------- | -------------------- |
| Чоловіки | 57      | 11                 | 36               | 10                   |
| Жінки    | 72      | 15                 | 33               | 24                   |
| Разом    | 129     | 26                 | 69               | 34                   |